# Harm van Houten
Hendrik (Harm) van Houten (Boksum, 19 juni 1892 - Groningen, 22 juli 1952) was een Nederlands onderwijzer, journalist (onder andere van het Friesch Dagblad) en politicus. Voorts is hij in het verzekeringswezen werkzaam geweest, als zodanig beschikte hij enige tijd over een eigen verzekeringskantoor.
Van Houten was een christendemocraat, die zich vooral inzette voor de pachtboeren in Friesland. Aanvankelijk was hij lid van de ARP maar de sociaalvoelende antimilitarist sloot zich bij de Christelijk-Democratische Unie (CDU) aan en werd voor die partij in 1933 Tweede Kamerlid. 
Sinds 2 oktober 1936 was het lidmaten van de Gereformeerde Kerken in Nederland op last van de gereformeerde synode verboden lid te zijn van de CDU. De gereformeerde Van Houten bleef echter partijleider van de CDU.
Tijdens de Tweede Wereldoorlog was hij in mei 1942 geïnterneerd in het kamp Sint-Michielsgestel. Vanwege zijn houding in de oorlog, tijdens welke hij actief was in de nationaalsocialistische Nederlandse Landstand, keerde hij in 1945 niet terug in het parlement. 
Van Houten is als ARP-politicus van 1927 tot 1931 ook lid van de gemeenteraad van Assen geweest. Voorts was hij van 1935 tot 1941 lid van de Provinciale Staten van Groningen.